# Xylomoia separata
Xylomoia separata là một loài bướm đêm trong họ Noctuidae.